# Бързата лента (2015)
Бързата лента (2015) (на английски: Fastlane) е първият турнир на Световна федерация по кеч под името Бързата лента („Fastlane“), който замества турнира „Елиминационна клетка“. То се провежда на 22 февруари 2015 г. във FedExForum в Мемфис, щата Тенеси, САЩ.

## Фон
Бързата лента включва професионални кеч мачове с участието на различни борци от предварително съществуващи сценарист вражди, парцепи и сюжетни линии, които се разиграват на телевизионни програми на WWE. Борци изобразяват герои и злодеи, тъй като те следват поредица от събития, които натрупват напрежение, и завършва с кеч борба или серия от мачове.
На 26 януари чрез WWE.com е обявено, че Трите Хикса ще се изправи срещу Стинг в „лице в лице конфронтация“ по време на турнира.
На 25 януари, след турнира Royal Rumble, Русев прекъсва интервюто на Джон Сина. На 26 януари е обявено, че Русев ще запази титлата си срещу Джон Сина.

## Мачове
| #                                       | Мач | Правила                                                    | Време        |
| --------------------------------------- | --- | ---------------------------------------------------------- | ------------ |
| 1                                       | Началниците (Сет Ролинс, Грамадата и Кейн) (с Джейми Нобъли и Джое Меркъри) победиха Долф Зиглър, Ерик Роуън и Райбек | Отборен мач между 6 мъже                                   | 13:01        |
| 2                                       | Златен прах победи Звезден прах                                                                                       | 08:55                                                      |              |
| 3                                       | Роман Рейнс срещу Даниъл Брайън                                                                                       | Победителят ще се изправи срещу Брок Леснар на КечМания 31 | Ще се добави |
| 4                                       | Ники Бела(ш) (с Бри Бела) победи Пейдж                                                                                | Сингъл мач за Титлата при дивите                           | 05:34        |
| 5                                       | Братя Усо (Джими Усо и Джей Усо) (с Наоми) срещу Тайсън Кид и Сезаро (с Наталия                                       | Отборен мач за Отборните титли                             | Ще се добави |
| (ш) – указва шампиона/шампионите в мача | |                                                            |              |